# Harvey Wood
Harvey Jesse Wood (* 10. April 1885 in Beverley; † 18. Dezember 1958 in Tynemouth) war ein englischer Hockeyspieler, der 1908 mit der englischen Nationalmannschaft Olympiasieger war.

## Sportliche Karriere
Der 1,93 m große Harvey Wood war Torhüter beim West Bromwich Hockey Club. 1908 bestritt er sieben Länderspiele, in denen er insgesamt sechs Tore kassierte.
Drei Länderspiele bestritt Harvey Wood bei den Olympischen Spielen 1908 in London. Dort traten insgesamt sechs Mannschaften an, darunter vier britische Teams. Die Briten machten die Medaillen unter sich aus, im Finale bezwangen die Engländer die Iren mit 8:1.
Nach 1908 wurde Harvey Wood nicht mehr zu Länderspielen berufen.